# Trichotithonus tavakiliani
Trichotithonus tavakiliani är en skalbaggsart som beskrevs av Monné 1990. Trichotithonus tavakiliani ingår i släktet Trichotithonus och familjen långhorningar. Inga underarter finns listade i Catalogue of Life.